# Roquiague
Roquiague é uma comuna francesa na região administrativa da Nova Aquitânia, no departamento dos Pirenéus Atlânticos. Estende-se por uma área de 10,83 km². Em 2010 a comuna tinha 126 habitantes (densidade: 11,6 hab./km²).